# Filisoma indicum
Filisoma indicum är en hakmaskart som beskrevs av Van Cleve 1928. Filisoma indicum ingår i släktet Filisoma och familjen Cavisomidae. Inga underarter finns listade i Catalogue of Life.